# チデラ・エジュケ
チデラ・エジュケ（Chidera Ejuke、1998年1月2日 - ）は、ナイジェリア・ザリア出身のサッカー選手。ナイジェリア代表。セビージャFC所属。ポジションはフォワード。

## 経歴
ナイジェリアのゴンベ・ユナイテッドFCというアマチュアクラブでキャリアをスタートさせ、2017年にヴォレレンガ・フォトバルに移籍した。
2019シーズン、14試合で6ゴールを挙げ、ベシクタシュJKやSSラツィオなどが獲得に動いたが、SCヘーレンフェーンに4年契約で移籍した。
2020年8月28日、CSKAモスクワと4年契約を結んだ。
2022年7月13日、ヘルタ・ベルリンにレンタル移籍することが発表された。